# Elizalde Type 25
Der Elizalde Type 25 ist ein spanisches Pkw-Modell. Die Elizalde S. A. war ein 1908 gegründetes Unternehmen zur Herstellung von Kraftfahrzeugen in Barcelona, Paseo de San Juan Nr. 149. Gründer und erster Inhaber war Arturo Elizalde Rouvier. Das Unternehmen nahm mit seinen Fahrzeugen an zahlreichen Rennveranstaltungen teil und erzielte viele Siege. Von 1908 bis 1915 wurden nur Wettbewerbs- und Sportfahrzeuge vorwiegend als Einzelstücke gefertigt. Erst 1914 begann die Konstruktion von Tourenwagen, die in geringen Stückzahlen einem Kennerkreis angeboten werden sollten. Der erste Type 20 wurde 1916 vorgestellt, gefolgt vom Type 26 im Jahr 1919. Der Typ 25 kam 1920 auf den Markt.

## Beschreibung

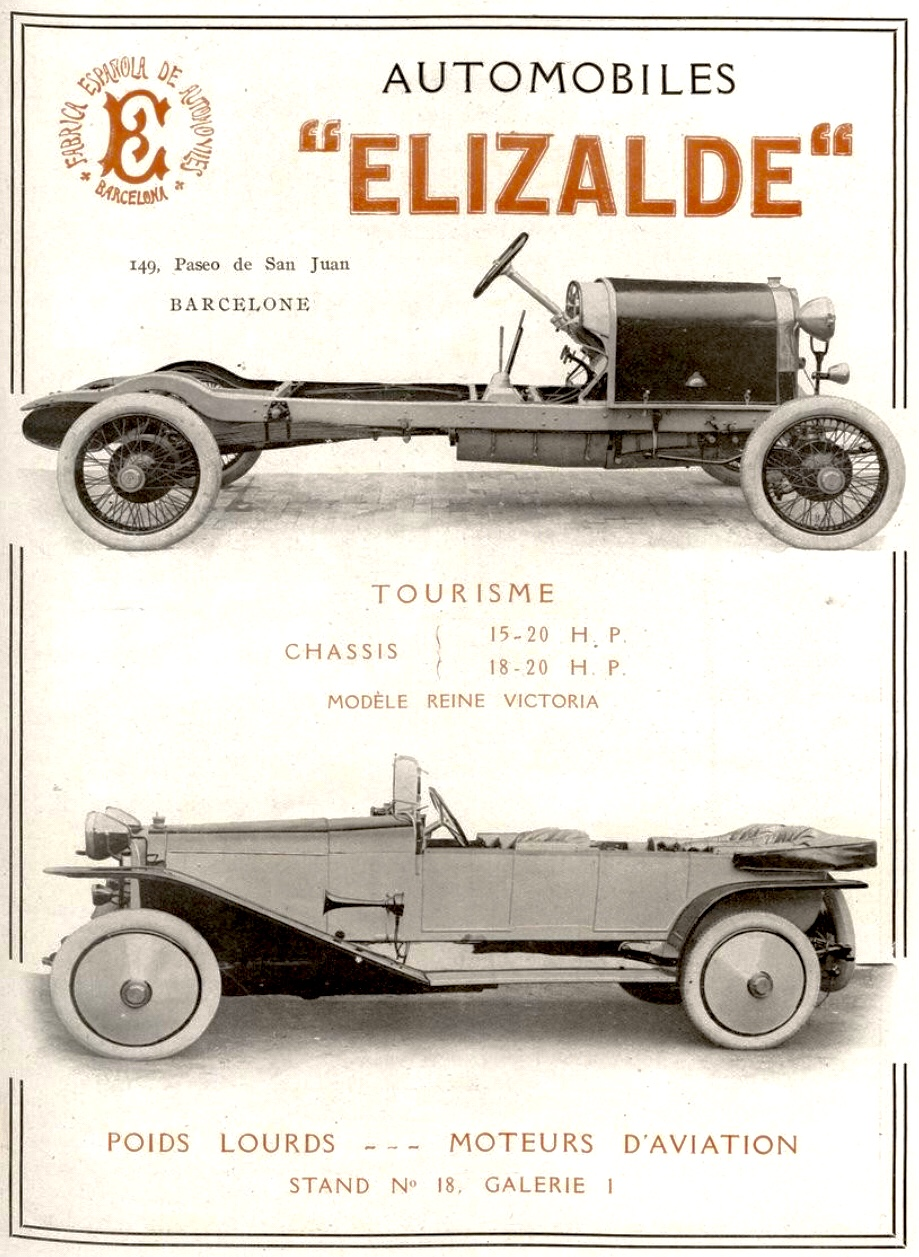
Elizalde Fahrzeugwerbung

Der Elizalde Type 25 wurde, abgesehen von einem Vorausfahrzeug, lediglich 1920 gebaut. Als Vorgänger kann der Elizalde Type 26 angesehen werden und der Elizalde Type 29 als Nachfolger. Zu Ehren der spanischen Königin Victoria Eugénie von Battenberg wurde der Elizalde Type 25 mit der Verkaufsbezeichnung Reina Victoria-Eugenia vorgestellt.
Der Wagen hatte einen vorn im Fahrgestell eingebauten wassergekühlten Vierzylindermotor, der über eine Kardanwelle die Hinterräder antrieb. 80 mm Bohrung und 150 mm Hub ergaben 3016 cm³ Hubraum. Der Motor hatte die Bezeichnung 16/20 HP und leistete 55 PS (40 kW) bei 2500/min. Er war als Monoblock konstruiert. Das als „schön“ und glattflächig empfundene, rechteckige Triebwerk hatte einen demontierbaren Zylinderkopf. Die leicht schräg gestellten Ventile wurden von einer Nockenwelle über Stößel und Kipphebel betätigt. Eine Benzinpumpe wurde ebenfalls von der Nockenwelle angetrieben und förderte den Kraftstoff vom ganz hinten am Chassis befestigten Tank zum Motor. Ein kleiner Zenith-Vergaser saß auf der linken Motorseite. Die Kupplung war eine mit Leder belegte Konuskupplung. Das Getriebe hatte 4 Gänge. Bedingt durch den Durchmesser hatten die vier Räder zwar kleine Bremstrommeln, die dafür aber umso breiter gestaltet waren. Die Fußbremse wirkte auf alle vier Räder, während die Handbremse lediglich auf die Hinterräder wirkte. Vorn wie hinten waren die Achsen über Elliptikfedern (Cantileverfedern) mit dem Chassis verbunden. Das Fahrzeug hatte Linkslenkung und Mittelschalthebel. Die Höchstgeschwindigkeit betrug 100 km/h. Der Preis in Spanien belief sich auf 22.050 Peseten.

## Produktionszahlen
Nur sehr wenige Fahrzeuge wurden hergestellt; Produktionszahlen sind nicht bekannt.